# Людина народилася
«Людина народилася» — радянський художній фільм, мелодрама режисера Василя Ординського за сценарієм Леоніда Аграновича. Вийшов у прокат 4 листопада 1956 року.

## Сюжет
В основі сюжету фільму непроста доля дівчини Надії Смирнової (Ольга Бган), яка приїхала в Москву вступати до інституту. Провалившись під час вступу, вона знайомиться з молодим чоловіком на ім'я Віталій (Володимир Андрєєв) і починає жити з ним. Надя вагітніє. Віталій вмовляє її зробити аборт, а після того, як вона не погоджується і народжує сина, пропонує здати хлопчика до Будинку дитини. Надя йде від Віталія та поневіряється по місту з немовлям на руках. На автобусній зупинці вона випадково стикається зі студентом Глібом (Володимир Гусєв), який допомагає їй «зняти кут» у приватному будинку в Підмосков'ї. Надя влаштовується на роботу кондуктором в автобусний парк, проте справи на роботі складаються невдало через напарника — водія Страшнова, який, сприймаючи Надю як дівчину легкої поведінки і не отримавши від неї взаємності, всіляко шкодить їй у роботі. Гліб, закохавшись у Надю, відвідує її і намагається допомагати їй, проте Надя, обпалившись раз, йому не вірить. Згодом Глібу вдається завоювати довіру і любов Наді. Завдяки її рішучості й допомозі товаришів на роботі справи налагоджуються: Надю переводять від Страшнова до досвідченого й порядного водія Корнійовича (Валентин Маклашин). Гліб думає перейти на заочний, щоб вивезти Надю з Москви, проте товариші-студенти намагаються відмовити його. При зустрічі Надя, розуміючи, що Глібу буде важко, якщо вони виїдуть, рве папір щодо від'їзду, який Гліб приносить їй, вони залишаться разом жити в Москві. Фільм закінчується словами Гліба: «Хоч рік проживемо?» і Надиною відповіддю: «Сто проживемо!»

## У ролях
- Ольга Бган —  Надія Василівна Смирнова  (озвучила Людмила Гурченко)
- Володимир Гусєв —  Гліб, студент
- Володимир Андрєєв —  Віталій
- Олександр Ханов —  Степан Георгійович, батько Віталія
- Наталія Серебрянникова —  Єлизавета Дмитрівна, господиня будинку
- Ніна Дорошина —  Сіма, контролер в парку
- Григорій Абрикосов —  Федір Страшнов, водій автобуса
- Валентин Маклашин —  Корнійович, водій автобуса
- Віктор Терехов —  Костіков, секретар ВЛКСМ
- Віра Алтайська —  нянечка в пологовому будинку  (немає в титрах)
- Віра Карпова — сестра (немає в титрах)
- Валентина Березуцька —  диспетчер автопарку  (немає в титрах)
- Віктор Лазарев — двірник (немає в титрах)
- В'ячеслав Гостинський —  жовчний пасажир  (немає в титрах)
- Іван Кузнецов —  Сорокін, заступник директора автопарку  (немає в титрах)
- Юрій Бєлов —  Павло, відповідальний за навчання  (немає в титрах)
- Лідія Драновська —  Тоня, молода мама, сусідка Наді по палаті  (немає в титрах)
- Сергій Юртайкин —  молодий ремонтник  (немає в титрах)
- Тетяна Баришева —  нянечка в пологовому будинку  (немає в титрах)
- Лілія Гурова —  Маша, студентка-орденоноска  (немає в титрах)
- Георгій Мілляр —  сусід Петрова, мешканець квартири, де здавалася кімната  (немає в титрах)
- Микола Алексєєв —  Олексій, аспірант  (немає в титрах)
- Олена Вольська —  офіціантка  (немає в титрах)
- Іраїда Солдатова —  Плоткіна  (немає в титрах)
- Микола Чистяков —  член комісії з розподілу  (немає в титрах)
- Ніна Шатерникова —  лікар пологового будинку  (немає в титрах)
- Людмила Голуб —  кондуктор  (немає в титрах)
- Борис Бєлоусов —  Микола, син Єлизавети Дмитрівни  (немає в титрах)
- Зінаїда Воркуль —  кондуктор  (немає в титрах)
- В'ячеслав Жариков —  студент  (немає в титрах)

## Знімальна група
- Режисер:  Василь Ординський
- Сценарист:  Леонід Агранович
- Оператор:  Ігор Слабневич
- Композитор:  Веніамін Баснер
- Художник:  Борис Чеботарьов